# Cerro Tupungatito
Cerro Tupungatito är en kon i Chile, på gränsen till Argentina. Den ligger i den södra delen av landet, 80 km öster om huvudstaden Santiago de Chile. Toppen på Cerro Tupungatito är 5 898 meter över havet, eller 105 meter över den omgivande terrängen. Bredden vid basen är 0,95 km.
Terrängen runt Cerro Tupungatito är huvudsakligen mycket bergig. Runt Cerro Tupungatito är det glesbefolkat, med 14 invånare per kvadratkilometer.. Det finns inga samhällen i närheten.
Trakten runt Cerro Tupungatito är ofruktbar med lite eller ingen växtlighet.